# Падерки-Фірси
Падерки-Фірси (рос. Падерки-Фирсы) — присілок в Куйбишевському районі Калузької області Російської Федерації.
Населення становить 17 осіб. Входить до складу муніципального утворення Селище Бетлиця.

## Історія
В списках населених пунктів Російської Імперії Падерки та Падерки-Фірси були вказані як один населений пункт Грибовської волості Жиздринського повіту.
Споконвіку селище Падерки було населене поміщичьїми селянами, які в різні роки належали різним поміщикам (Єлагіним, Беклемішевим, Лавровим, Безобразовим та Мальцовим). В 1879 році селище нараховувало 6 дворів. Корінними жителями були селяни Іпатови, Фірсови, Юдіни, Михалеви и Волкови.

## Населення
| 2002 | 2010 |
| ---- | ---- |
| 16   | ↗17  |